# Par-Allna
Par-Allna (auch: ParAllna oder Par Allna) bezeichnet einen gut 4 Kilometer langen Mündungsarm der Allna in die Lahn und gleichzeitig ein 15,4 Hektar großes Biotop, das als Ausgleichsmaßnahme für den Lückenschluss der B 3 zwischen Marburg und Gießen auf dem Gebiet von Weimar (Lahn) geschaffen wurde. Die Vorsilbe Par- spielt darauf an, dass der Nebenarm parallel zur Lahn fließt. Dieser Nebenarm separiert, zusammen mit der Lahn und dem Allna-Mündungslauf, eine „Insel“, auf der insbesondere das Dorf Argenstein und das alte Kerndorf Roths liegen.
Das auf eine Idee des Amöneburger Landespflegers Ralf Schneider (1947–2023) zurückgehende und von diesem geplante und entworfene Feuchtwiesenbiotop soll in erster Linie als Rastplatz für vorbeiziehende, feuchtes Offenland bevorzugende Vögel, z. B. Kiebitz und Weißstorch, dienen. Überdies soll es auch Menschen einen Freizeitwert bieten. So entsteht nordwestlich des Dorfes Argenstein im Par-Allna-Gebiet das archäologische Freilichtmuseum Zeiteninsel, siehe unten.
Seit der Erstflutung Ende Juli 2011 hat die „natürliche“ Entstehung des Biotops begonnen. Nunmehr fließt der Wenkbach nicht mehr direkt in die Lahn, sondern wird, noch vor seiner Vereinigung mit dem Walgerbach und parallel zu diesem, von der Par-Allna aufgenommen. Dabei ist der letzte, lahnparallele Abschnitt des Wenkbaches vor Aufnahme des Walgerbaches heute Teilabschnitt der Par-Allna, die die südsüdwestliche Richtung dieses Abschnittes bis zur Mündung des Holzhäuser Baches beibehält, mit der sie dann der Lahn zufließt. Durchschnittlich etwa 100 l/s Wasser erhält die Par-Allna von der Allna, eine noch etwas größere Menge kommt durch die drei Nebenbäche hinzu.

## Vorbilder
Die Par-Allna ist inspiriert durch natürliche Talrandbäche wie den Bergstraßen-Neckar, der einst nach einer mündungsnahen Bifurkation des Neckars parallel zum Rhein nach Norden floss und erst nah der Mündung des Mains mündete. Solche Talrandbäche entstehen in der Natur oftmals dadurch, dass für Nebengewässer, bedingt durch den Schwemmkegel des größeren Vorfluters, eine direkte Mündung erschwert wird und das Zufließen erst nach einiger Strecke parallelen Laufes möglich ist.
Ganz bewusst wurde das Gebiet der Par-Allna weitgehend gehölzfrei gehalten. Das Ziel waren Biotoptypen wie Schlickflächen, Röhrichte, Nasswiesen und Brachen. Schlammige Ufer sind explizit erwünscht – Schneider verglich den gewünschten Typus des Biotops sogar mit dem Watt.
Letztlich mutet der Begriff Renaturierung etwas paradox an. Es wurde zwar ein Biotop geschaffen, das die Natur andernorts ohne Zutun des Menschen erschafft, jedoch speziell an diesem Ort wäre es bei einem Sichselberüberlassen der Natur nie zu einer vergleichbaren Kleinlandschaft gekommen.

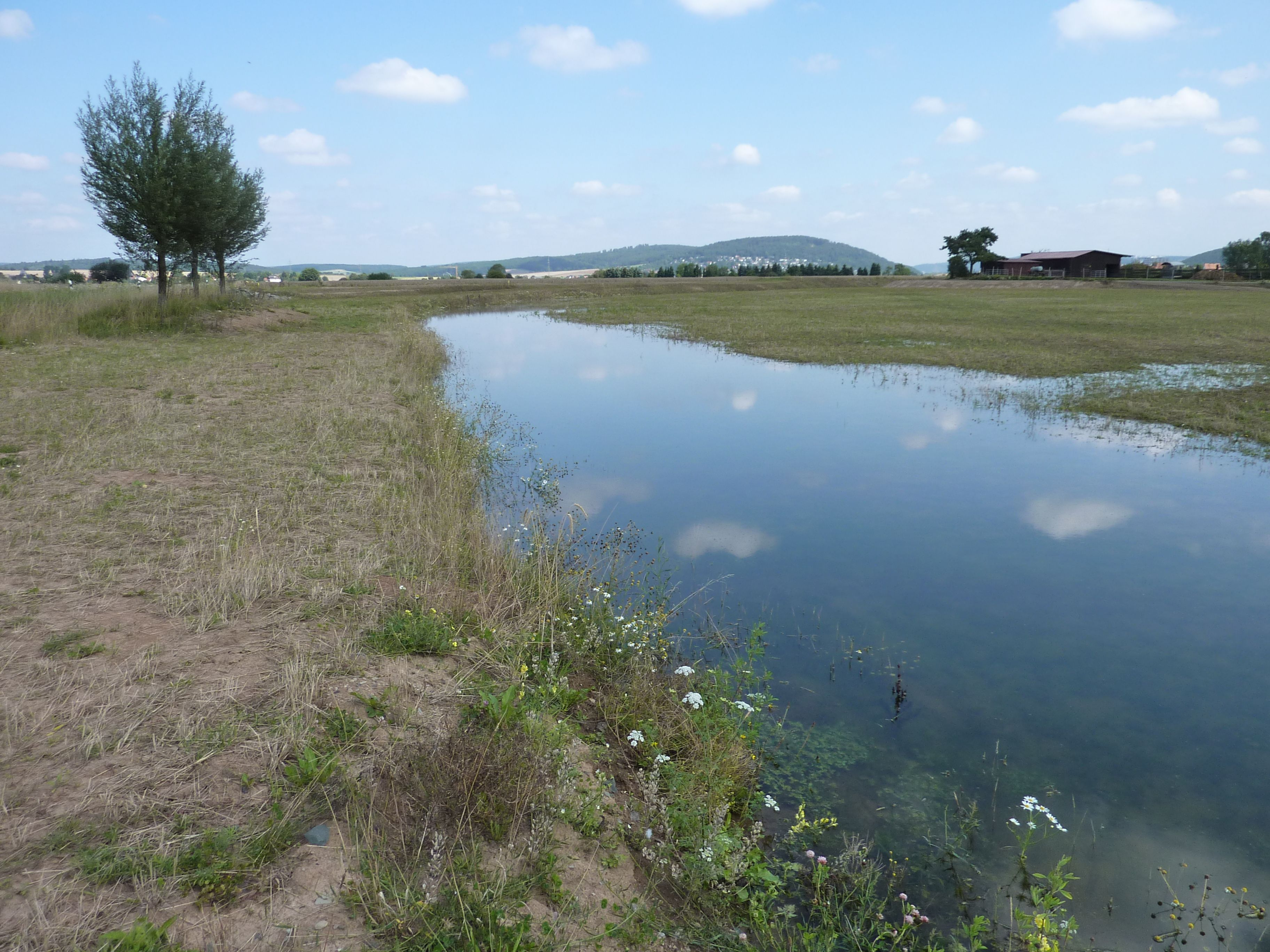
Die Par-Allna (östlicher Arm) von Süden, kurz nach ihrer Errichtung

## Planung
Die Vorbereitungsphase blieb nicht ohne Proteste. Insbesondere die ortsansässigen Bauern waren wenig begeistert, ihre Äcker an den Bund verkaufen zu müssen.

## Errichtung
Der sogenannte Anstich der Par-Allna fand Mitte Juni 2010 statt. Insgesamt mussten bis zur Erstflutung ein gutes Jahr später 170.000 Kubikmeter Erde bewegt werden, die Baukosten beliefen sich auf etwa 2,5 Millionen Euro.

## Fauna

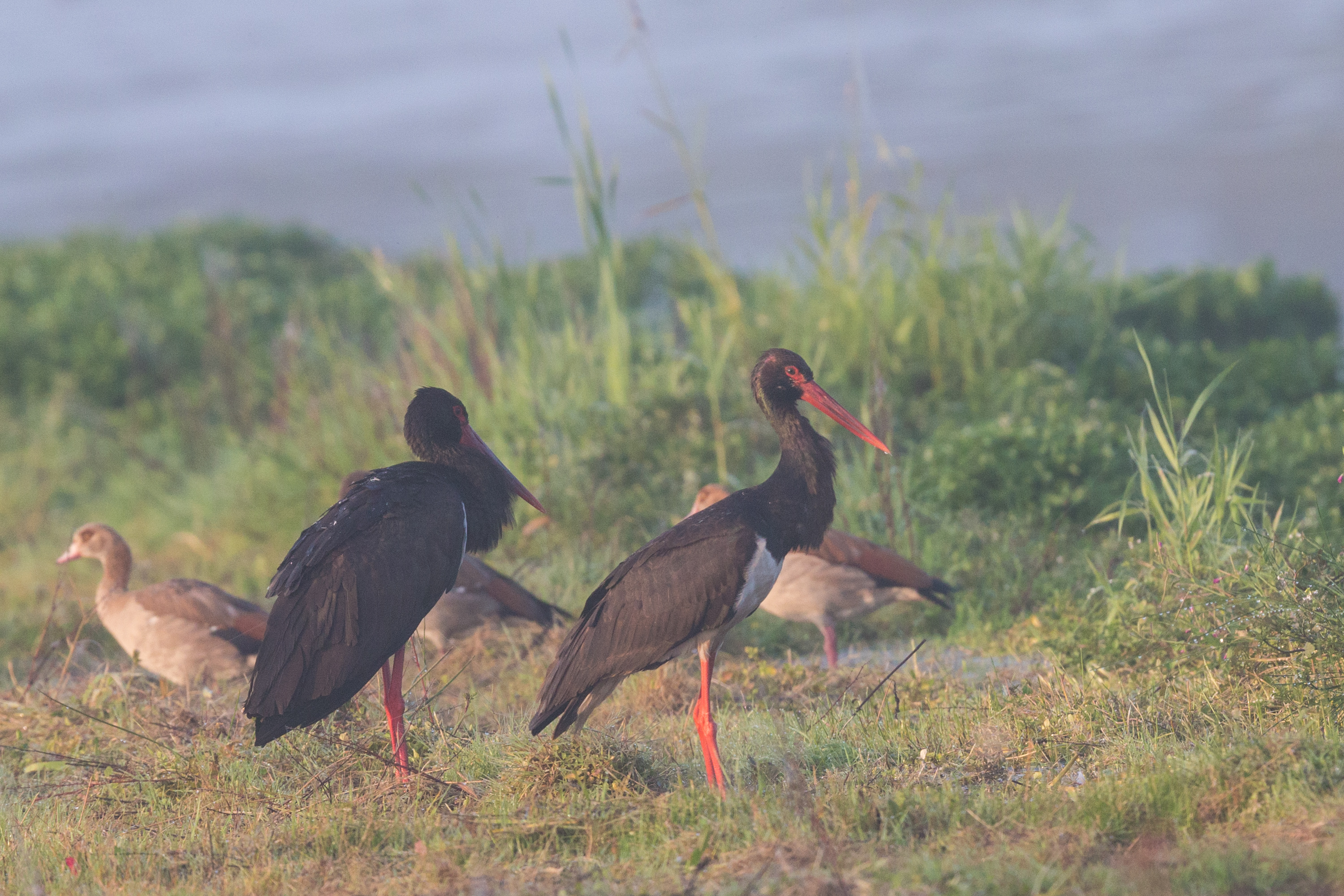
Rastende Schwarzstörche an der Par-Allna

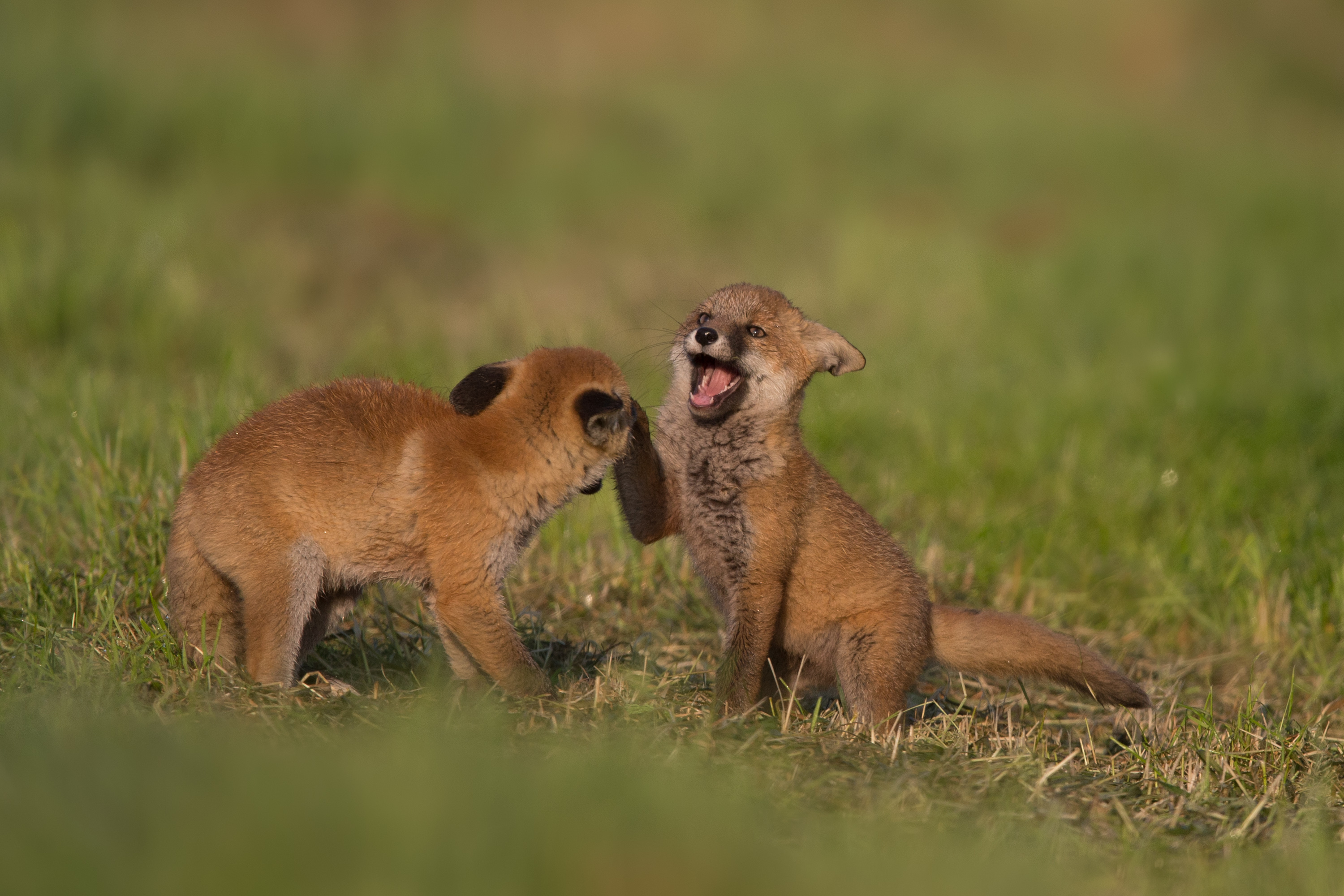
Spielende Fuchswelpen an der Par-Allna

Das Lahntal ist seit jeher ein wichtiges Vogelrastgebiet innerhalb der Mittelmeer-Mjösen-Zone, die eine der wichtigsten Vogelfluglinien Europas darstellt.
Zu den regelmäßigen Besuchern des Biotops Par-Allna gehören etwa der Graureiher, das Blesshuhn und der Höckerschwan, gesichtet wurden auch schon Nilgans, Grünschenkel und Waldwasserläufer. Auch der mittlerweile wieder in kleinen Beständen in Mittelhessen (mit regelmäßigem Nist am ehemaligen Molkereischornstein in Rauischholzhausen seit 2007) brütende Weißstorch und der Kranich nutzen während ihres Vorbeizuges gerne Feuchtgebiete dieser Art, und gerade der Weißstorch soll über lange Sicht wieder regelmäßiger Brutvogel des Lahntals werden. Für Kiebitze sind feuchte und gleichzeitig offene Orte ganz besonders wichtig, da sie in solchen Greifvögel, besonders die wendigen Habichte und Sperber, frühzeitig erkennen können.

## Projekteinordnung
Das Biotop Par-Allna ist eine von vielen Maßnahmen der Biotopbrücke Schwalm-Ohm-Lahn. Ralf Schneider, der bereits seit 1992 die Mündung der Ohm in die Lahn renaturiert hatte und bis zu seiner Pensionierung im Jahr 2008 für Ausgleichs- und Renaturierungsmaßnahmen im Landkreis Marburg-Biedenkopf zuständig gewesen war, erhielt für seine Leistungen auf diesem Gebiet den Umwelt- und Klimaschutzpreis des Landkreises Marburg Biedenkopf 2009. Besonders hervorgehoben wurde dabei die Tatsache, dass durch Schneiders Arbeiten die Wiederansiedlung des Weißstorches als Brutvogel im Amöneburger Becken nach jahrzehntelanger Abstinenz mit Erfolg möglich geworden war.

## Zeiteninsel
Bereits seit ca. 1990 wurden im Bereich des Kieswerkes Niederweimar (nördlich der Par-Allna) archäologische Funde geborgen, die zwischen dem Mesolithikum und der Eisenzeit (10.000 bis 2.000 Jahre alt) eingeordnet wurden, während Anzeichen für eine mittelalterliche Besiedelung zunächst fehlten. Diese wurden dann überraschend während der Abtragungsarbeiten zur Par-Allna gefunden. Es fanden sich Relikte einer hoch- sowie einer spätmittelalterlichen Siedlung, die auf einer ehemaligen Halbinsel bestanden haben müssen.
In der Nähe des Fundorts entsteht seit 2010 das Archäologische Freilichtmuseum Zeiteninsel zwischen Allna, Par-Allna und einer Flutrinne. Seit 2014 wurde der Betrieb stufenweise hochgefahren und es soll im September 2025  voll umfänglich eröffnet werden. Das 3,5 ha große Gelände wurde mit verschiedenen Pflanzengesellschaften (Weichholzaue, Hartholzauwald, Elsbeeren) bepflanzt, insgesamt etwa 250 Bäume sowie 850 Sträucher und Heister.

## Bedeutung für Umweltbildung und Tourismus
Die Par-Allna liegt direkt am Lahntalradweg zwischen den beiden Universitätsstädten Gießen und Marburg.